# واري (حضارة)

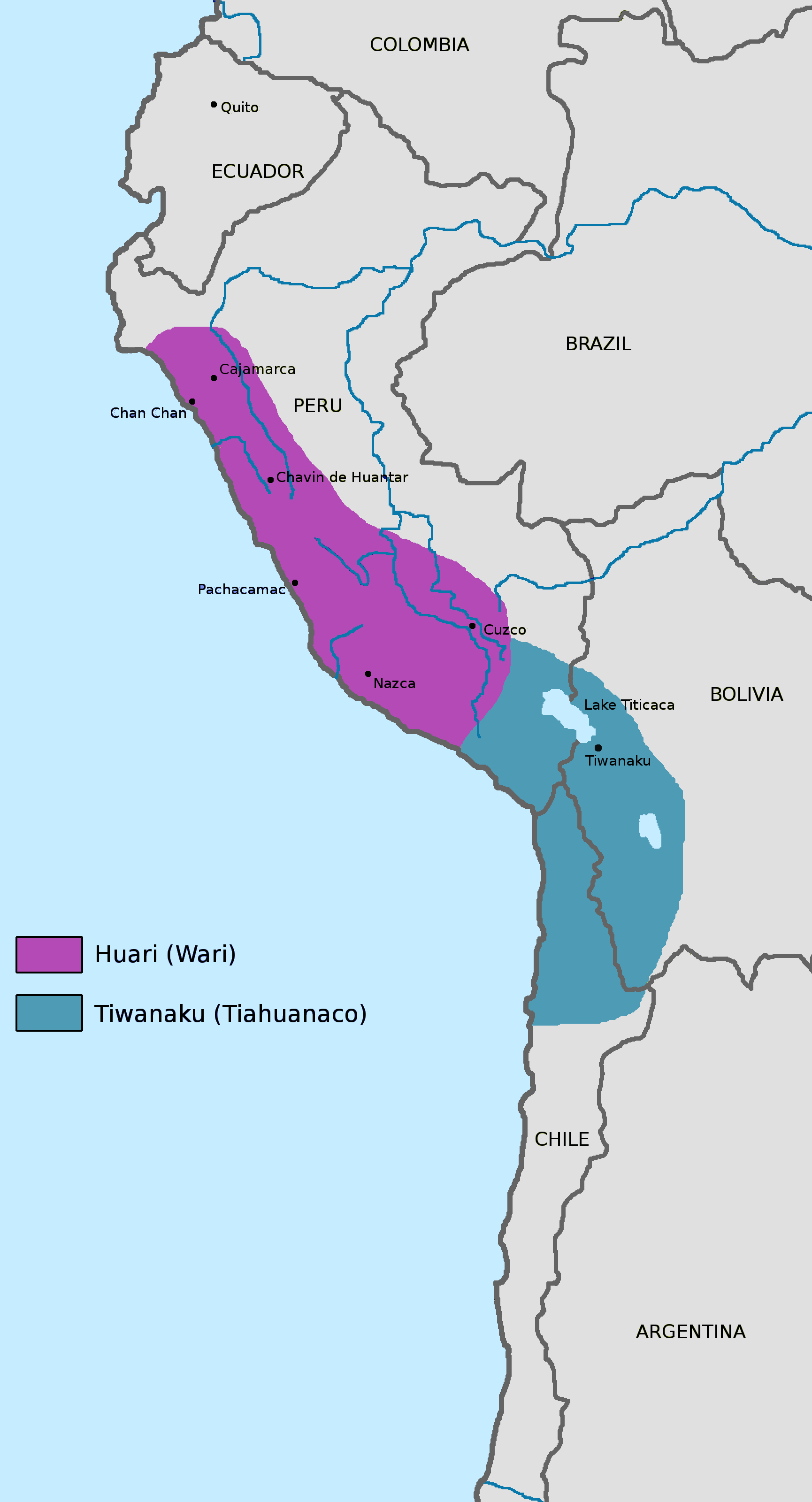
دولة واري في أقصى توسع لها (باللون القرمزي) مع دولة تياواناكو

واري (بالإسبانية: Huari)‏ هي حضارة قديمة ازدهرت في فترة الأفق الأوسط في جبال الأنديز في جنوب وسط بيرو الحديثة والمناطق الساحلية لها، من حوالي 500 م إلى 1000. (لا ينبغي الخلط بين حضارة واري مع المجموعة العرقية الحديثة بنفس الاسم، والتي لا تربطها بالحضارة أي صلة معروفة.)
كانت آثار واري هي موقع عاصمة الدولة، وتقع الآن على بعد 11 كم (6.8 ميل) إلى الشمال الشرقي من مدينة أياكوتشو في بيرو. وكانت هذه المدينة مركزا للحضارة التي غطت الكثير من المرتفعات وساحل بيرو الحديث. وإلى جانب آثار واري، توجد آثار واري الشمالية التي اكتشفت مؤخرا بالقرب من مدينة تشيكلايو وسيرو باول في موكيغوا. وتوجد آثار للحضارة في بيكيلاكتا ("مدينة البراغيث")، على بعد مسافة قصيرة إلى الجنوب الشرقي من كوزكو في الطريق إلى بحيرة تيتيكاكا.